# Apartaments Xipre
Els Apartaments Xipre és una obra racionalista de Salou (Tarragonès) inclosa a l'Inventari del Patrimoni Arquitectònic de Catalunya, obra dels arquitectes Antoni Bonet i Castellana i Josep Puig i Torné.

## Descripció
Es tracta d'un grup d'apartaments estivals situats a la zona rocosa del cap de Salou, en estreta relació amb el mar. El conjunt té una morfologia esgraonada per tal d'adaptar-se completament al terreny; hi ha fins a cinc desnivells de l'alçada d'un pis que fan de terrasses per als pisos superiors. Els immobles s'alcen com una muntanya artificial de volumetria arbitrària.
Encara que pugui semblar una estructura feta a l'atzar, tot el projecte parteix d'una malla ortogonal de 5 x 5 metres, que sistematitza els tipus de fusteria i els forjats. Aquesta premissa és la base per a la formació dels tipus mínims d'habitatge, un o dos mòduls, que es corresponen amb el nombre de dormitoris.
Els accessos als habitatges es fan sempre des de l'exterior, el que fa que el conjunt tingui moltes escales exteriors. La vida en comunitat queda accentuada amb la piscina col·lectiva.
El resultat del projecte és un conjunt d'aspecte mal·leable que permet una gran varietat de morfologies pel que fa als apartaments i les volumetries, tot i que es manté la unitat.